# Darialska soteska
Darialska soteska (gruzijsko: დარიალის ხეობა, Darialis Kheoba; rusko: Дарьяльское ущелье; osetijsko: Arvykom, Arvykom; inguško: Даьра Аьле, Dära Äle) je rečna soteska na meji med Rusijo in Gruzijo. Leži na vzhodnem vznožju gore Kazbek, južno od današnjega Vladikavkaza. Sotesko je izklesala reka Terek in je dolga približno 13 kilometrov. Strme granitne stene soteske so ponekod visoke kar 1800 metrov. 

## V zgodovini
Sedanje ime je izposojeno iz neoperzijskega imena prelaza dar-i Alan  (در الان)  ('vrata Alanov). Alani so v prvih stoletjih našega štetja zasedali dežele severno od prelaza. Rimljani in Perzijci so ga v starih časih utrdili; utrdba je bila znana kot Iberijska vrata ali Kavkaška vrata . V gruzijski zgodovinopisju se je imenovala Ralani, Dargani ali Darialani. Za rimskega znanstvenika in geografa Plinija je bil Portae Caucasiae ali Portae Hiberiae. Za Ptolemaja je bil prelaz Sarmatikai Pylai (grško Σαρματικαι Πυλαι). Tatari so ga klicali Darioli.
Jožef Flavij je zapisal, da je Aleksander Veliki na nedoločenem prehodu postavil železna vrata , ki so jih nekateri latinski in grški avtorji poistovetili z Darialom.
Darialski prelaz je padel v roke Sasanidov v letih 252-253, ko je Sasanidsko cesarstvo osvojilo in pripojilo Iberijo . Nadzor nad prelazom je prešel v Zahodno-turški kaganat leta 628, ko je Tong Jabgu Kagan podpisal pogodbo z Iberijo, ki je Kaganatu prinesla nadzor nad vsemi njenimi mesti in trdnjavami ter vzpostavil prosto trgovino . Nadzor nad Darialskim prelazom je prešel na arabski Rašidunski kalifat leta 644 . Nato ga je nadzirala Kraljevina Gruzija. Med Ilkanatom in Zlato hordo je bil točka bojevanja, ki so jo posredno nadzorovali Safavidi in država Kadžari, dokler ga Rusko cesarstvo ni zajelo po aneksiji Kraljevine Gruzije v letih 1801-1830. Do razpada Sovjetske zveze je ostal strateška ruska postojanka pod ruskim nadzorom.

## Pomen
Darialski prelaz je bil zgodovinsko pomemben kot eden izmed samo dveh prehodov preko gorskega območja Kavkaza, drug je prelaz Derbent. Zato je bila Darialska soteska utrjena že od vsaj 150 pr. n. št. Še vedno so vidne ruševine antične trdnjave. Prelaz je služil kot vozlišče številnih cest, ki povezujejo Severni in Južni Kavkaz in je bil odprt za promet večino svojega obstoja.
Ruska utrdba Darial, ki je varovala ta odsek Gruzijske vojaške ceste, je bila zgrajena na severnem koncu soteske, na nadmorski višini 1447 m.
Soteska je ovekovečena v ruski poeziji, zlasti zaradi Lermontove pesnitve  Demon, mojstrovine evropske romantične poezije, je postala znana kot eden najbolj romantičnih krajev na Kavkazu.
- Pogled po soteski proti severu (8 km južno od ruske kontrolne točke v Severni Osetiji-Alaniji)
- Zaprt mejni prehod v Rusijo, 2008
- Poplavljena soteska, 2014

## Vir
- Van Donzel, Emeri J.; Schmidt, Andrea Barbara (2010). Gog and Magog in Early Eastern Christian and Islamic Sources: Sallam's Quest for Alexander's Wall. Brill. ISBN 9004174168.